# Fernand Lataste
Pour les articles homonymes, voir Lataste.
Fernand Lataste, né à Cadillac (Gironde) le 25 mars 1847 et mort a Bordeaux le 6 janvier 1934, est un zoologiste français, professeur de zoologie à la faculté de médecine de Santiago du Chili, juriste-médecin et biologiste. Il a découvert par exemple Pachyuromys duprasi en 1880. La vipère de Lataste (Vipera latastei), une vipère d'Espagne et du nord de l'Afrique a été nommée en son honneur.
Il est considéré comme un éminent précurseur de l’endocrinologie sexuelle.

## Fernand Lataste premier chercheur à décrire le cycle œstrien
Dans une étude publiée en 1887 à Bordeaux et intitulée Documents pour l’Éthologie des mammifères, Fernand Lataste, en étudiant le comportement sexuel des rongeurs, établit le premier une corrélation entre le rythme des modifications de la muqueuse vaginale et le cycle génital. Son étude est reprise par Walter Heape qui appellera « œstrus cycle » ce que Lataste désigne par « cycle génital ». Henry Morau reprend de manière méthodique, pour sa thèse de médecine, les observations de son précurseur Fernand Lataste et montre que les transformations cycliques de l’épithélium vaginal coïncident exactement avec sa fonction physiologique, selon qu’il y a ou non fécondation après accouplement.

## Fernand Lataste et la protection de la nature
Fernand Lataste  publie en 1884 une note dans le Bulletin de la Société Nationale d'Acclimatation de France « sur l’alimentation des rapaces nocturnes » où il démontre que la part des rongeurs est nettement plus élevée que celle des mammifères insectivores, faisant ainsi des rapaces nocturnes des animaux utiles. Il conclut par ces mots : « [Cette proportion inattendue] nous montre combien est souvent arbitraire et inexacte la division des animaux en utiles  et nuisibles . […] je demande que la peine de mort  ne soit prononcée contre les animaux que lorsqu’ils nous sont évidemment et sérieusement nuisibles. Quand, comme il arrive le plus fréquemment, les pièces du procès que nous avons la prétention d’intenter à tous les êtres vivants sont incomplètes ou contradictoires, je demande l’acquittement des accusés. […] l’humanité nous commande la bienveillance envers des frères  inférieurs. Nous en détruisons bien assez pour nos besoins, et, aussi, inconsciemment, par le seul fait des modifications que notre civilisation apporte à la surface de la planète » .
En s'interrogeant sur l’opportunité de diviser les animaux en utiles et en nuisibles, Fernand Lataste développe simultanément un regard critique sur les relations entre l’homme et la nature.
Quatre ans plus tard, en 1888, Fernand Lataste confirme son opinion : « […] si le classement de toutes les espèces animales qui peuplent la planète en deux groupes, celui des utiles  et celui des nuisibles , répond à des intentions louables, il constitue, dans la plupart des cas, une entreprise absolument disproportionnée à nos connaissances actuelles. Or, dans le doute, il faut surtout s’abstenir de détruire. Bien assez d’animaux ont déjà disparu ou sont en train de disparaître, soit par le fait direct de l’homme qui tirait profit de leurs dépouilles, soit par suite des modifications apportées par la civilisation à la surface de la planète : à ces causes de destructions, il ne faut ajouter qu’à très bon escient les proscriptions systématiques. […] En outre, il ne faut pas dégrader notre habitation planétaire, qui risque de n’être bientôt plus peuplée que par les espèces domestiques ou parasites. Enfin, les forces vivantes de la nature sont dans un état d’équilibre dont la rupture peut entraîner de redoutables catastrophes. Il y a là un appareil très compliqué, dont les rouages sont à la portée de notre vue et de notre main, mais dont nous ne connaissons pas le jeu, et auquel nous ne devons toucher qu’avec la plus extrême réserve. […] Là [en introduisant le lapin en Australie], nous forçons l’espèce, le mal ne sera pas sans remède. Mais si, mal à propos, nous détruisons une espèce, ce sera pour l’éternité » .
Au sein de la Société d'Acclimatation (maintenant devenue la Société nationale de protection de la nature), Fernand Lataste est un de ceux qui développent la notion d'équilibre naturel, notion qui préfigure l'actuel écosystème. Ainsi, avec d'autres collègues sociétaires, il théorise dès la fin du XIXe siècle la nécessité d'une protection de la nature.
En 1891, lors de la 32e séance publique annuelle de remise des récompenses de la Société d'Acclimatation, ses prises de position en faveur de la protection de la nature sont récompensées par la remise d'une « prime de 200 francs ». À l'appui de cette décision, le rapporteur Amédée Berthoule cite les propos de Fernand Lataste : « Considérons, que la nature vivante est dans un état d’équilibre, dont les conditions nous sont encore profondément inconnues, et auquel nous ne pouvons apporter une modification, sans nous exposer à des conséquences imprévues, qui peuvent être désastreuses. Sachons donc n’intervenir qu’avec prudence et circonspection ; et c’est surtout dans le sens de la destruction qu’il importe de nous montrer réservés ; car une espèce mal à propos introduite dans un milieu, peut le plus souvent en être chassée ; mais une espèce supprimée de la surface de la planète l’est pour l’éternité ».